# Эквадор на летних Олимпийских играх 1980
Эквадор принимал участие в Летних Олимпийских играх 1980 года в Москве (СССР) в шестой раз за свою историю, но не завоевал ни одной медали. Сборную страны представляли 12 участников, из которых 1 женщина.